# اس‌اس تایگر (۱۹۱۷)
اس‌اس تایگر (۱۹۱۷) (به انگلیسی: SS Tiger (1917)) یک کشتی بود که طول آن ۴۱۰ فوت (۱۲۰ متر) بود. این کشتی در سال ۱۹۱۷ ساخته شد.